# Filarmónica de Odesa

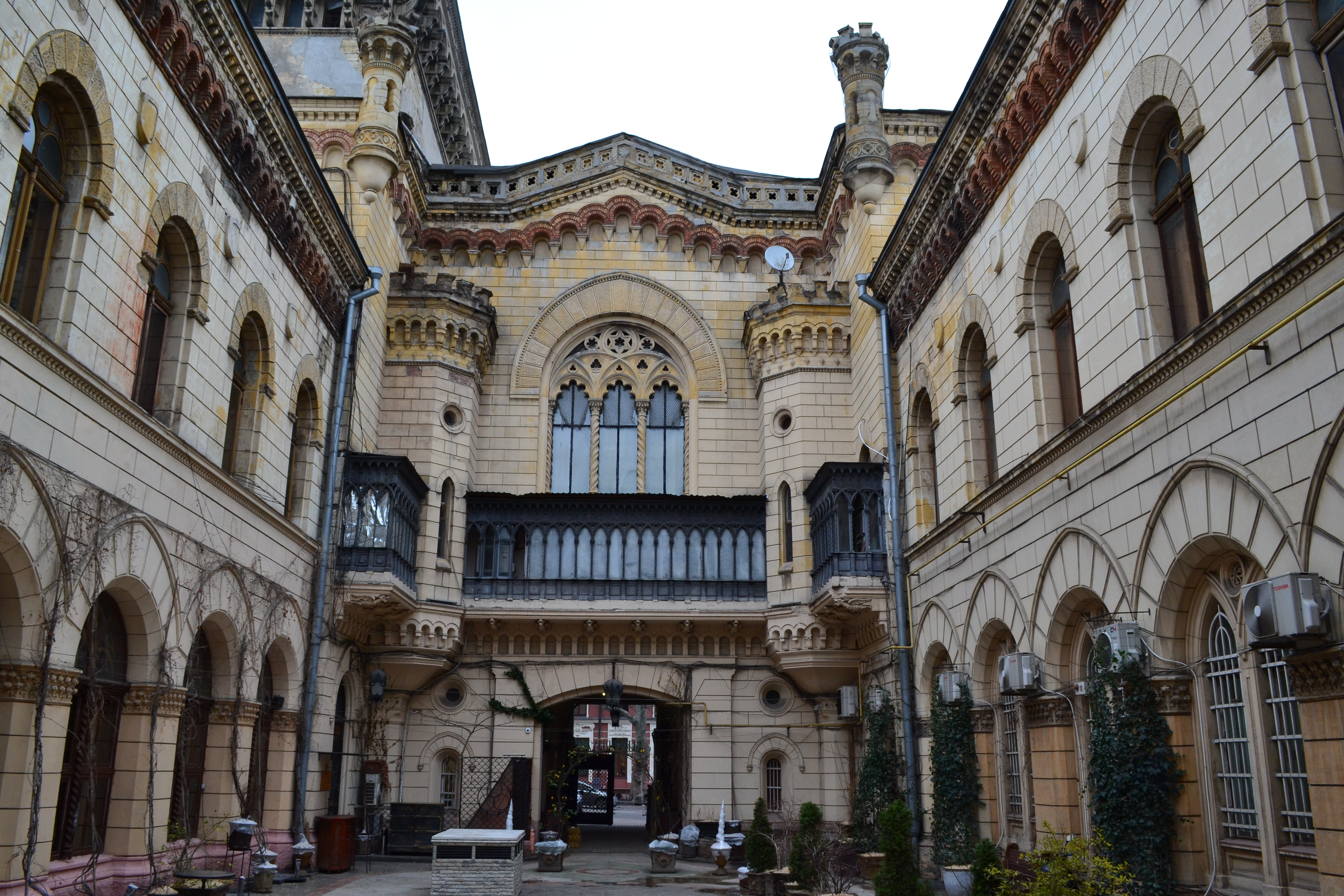
El patio interno del Teatro de la Filarmónica

El Teatro de la Filarmónica de Odesa, oficialmente la Filarmónica Regional de Odesa (en ucraniano: Одеська державна філармонія; en ruso: Одесская филармония), o sencillamente la Filarmónica de Odesa, es el nombre que designa tanto al edificio monumental sede de la orquesta sinfónica de Odesa (ciudad y región al sur de Ucrania), como a la propia orquesta y la compañía que realiza los conciertos y gestiona las actividades creativas de sus ejecutantes.
El edificio de la Filarmónica de Odesa es uno de los más emblemáticos de la ciudad y está reconocido oficialmente como monumento arquitectónico e histórico. Ha servido como sala de conciertos de las orquestas regionales desde 1924, y como sede de la filarmónica de la ciudad a partir de 1937. Desde 1991, el director de la Filarmónica de Odesa ha sido el estadounidense Hobart Earle. La compañía gestiona además las actuaciones de solistas, grupos musicales y artistas de géneros diversos, tanto ucranianos como extranjeros que están de gira.
La Filarmónica de Odesa es una organización pública subordinada al Consejo Regional de Odesa y subvencionada en su totalidad por la Administración Estatal de Odesa.

## Historia y arquitectura del edificio

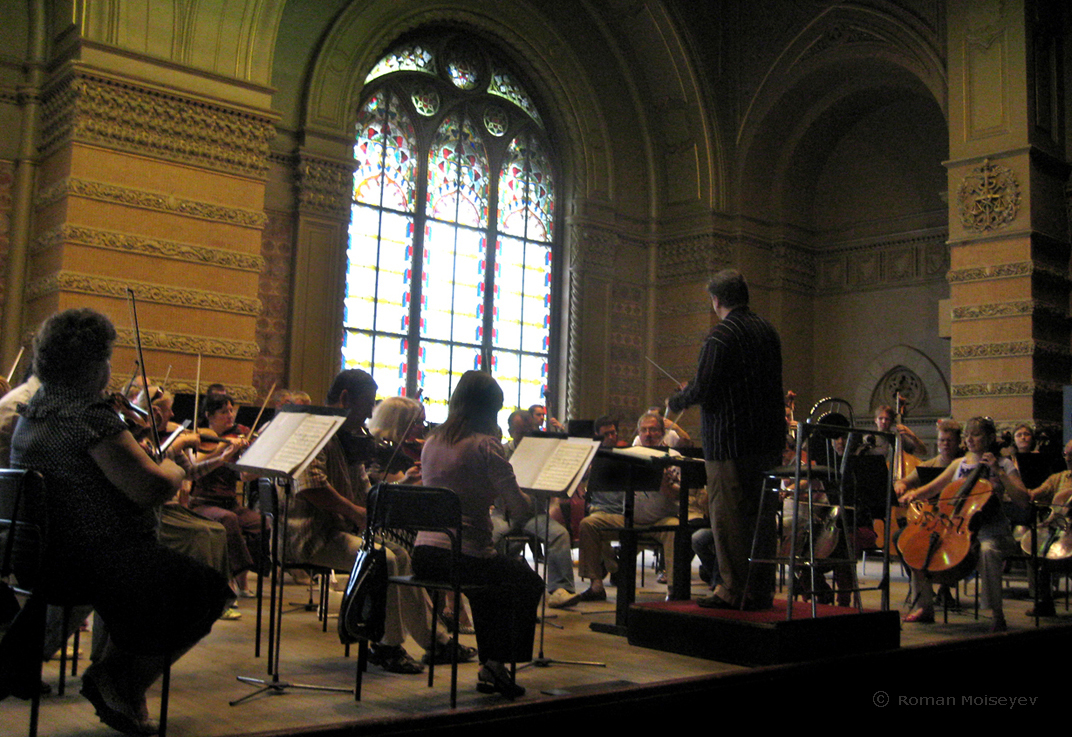
Roman Moiseyev y la Orquesta Filarmónica de Odesa

El edificio de la Filarmónica de Odesa —muchas veces definido como palacio— fue diseñado tomando como inspiración el estilo gótico italiano, principalmente veneciano, con elementos renacentistas, basándose en gran medida en el Palacio Ducal de Venecia. Con una superficie de 910 metros cuadrados y 15 metros de altura, el edificio cuenta con un aforo para unas 1000 personas. La gran sala principal, pese a su extensa superficie, no cuenta con el soporte de columnas típico de la arquitectura de la época, debido a lo cual el edificio resultó muy caro de construir. Hasta el día de hoy, la gran sala es considerada única en términos de decoración artística y propiedades acústicas.
La piedra angular del edificio fue colocada el 3 de septiembre de 1894, el día de celebración del primer centenario de la fundación de Odesa. Su objetivo original fue albergar la Nueva Bolsa de Valores de la ciudad, recién fundada para reemplazar el antiguo mercado bursátil regional. Su construcción se completó en 1898, y su inauguración tuvo lugar en 1899.

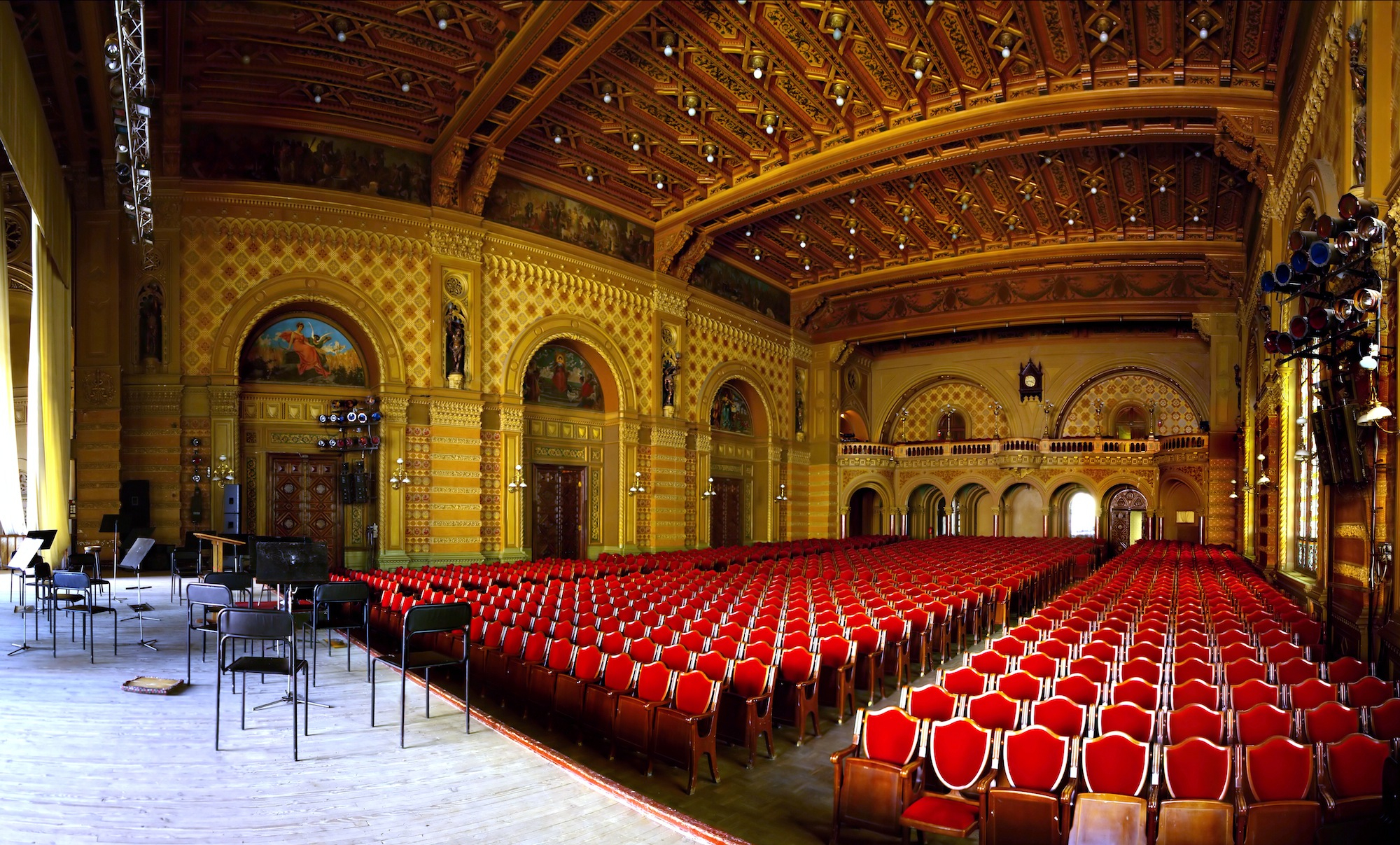
El interior de la sala principal del Teatro de la Filarmónica

Lo mismo que el Teatro de la Ópera de Odesa y otros edificios emblemáticos de la ciudad, el diseño y concepto arquitectónico de la Nueva Bolsa de Odesa se sometió a concurso público, que contó con la participación de arquitectos de todo el continente. Los planes presentados por el checo V. J. Prohaska fueron los ganadores del concurso, aunque el diseño original no cumplía con todos los requisitos preliminares, por lo que los esbozos presentados tuvieron que ser modificados y mejorados por Alexander Bernardazzi. Actualmente, se considera a ambos arquitectos artífices de la arquitectura del edificio.
La entrada principal constituye una logia, a saber, una galería cubierta por un techo pintado con los doce signos del zodíaco, y abierta a ambos lados. El interior de la sala principal está recubierto de paneles pintados en color cedro oscuro —obra de Nikolái Karazin—, retratando el desarrollo del comercio a lo largo de la historia de la ciudad, y las ventanas están elaboradas en mármol de Carrara, con su color blanco particular.
Según Leonid Utiósov, la peculiar acústica del teatro se debe al propósito original del edificio para servir como bolsa de valores, donde se requerían características resistentes al sonido, al contrario que otros teatros y salas de conciertos, donde lo que se busca es la optimización acústica. Aunque no es del todo seguro que la inusitada calidad acústica de la Filarmónica de Odesa se deba a este hecho (que parece ser más mito que realidad), lo cierto es que los detalles y motivos de los problemas acústicos de la sala fueron recopilados en un informe elaborado por Russell Johnson —de los más prestigiosos expertos en materia de acústica— y son accesibles al público en la propia web de la Filarmónica.

## Historia de la orquesta
Originalmente, la Filarmónica Regional de Odesa se desarrolló a partir de un grupo de entidades públicas que se dedicaban a la gestión y modernización de la vida cultural odesana. En 1842, se estableció la Sociedad Filarmónica de Odesa, que se encargaba, entre otros, de la organización de conciertos orquestales. En 1864, se fundó la Sociedad de los Amantes de la Música, que también se dedicaba a la organización de actuaciones musicales. Unos años más tarde, en 1870, ambas sociedades se fusionaron para formar la Sociedad de Música de Odesa, que a su vez se fusionó con la filial odesana de la Sociedad de Música Imperial Rusa en 1886 (dos años después de la inauguración de esta última, en 1884).
Desde entonces, se han celebrado en Odesa eventos musicales de forma regular, repartidos entre varias ubicaciones: en invierno, en el actual Teatro de Ópera y Ballet (antaño Sala del Teatro de Odesa, restaurada en 1887) y en el Teatro de la Filarmónica (antaño la Nueva Bolsa de Valores); y en verano, generalmente, en el Jardín Municipal de Odesa y en el Parque Alexander.
Para finales del siglo xix, Odesa era un importante centro cultural, el mayor del norte del mar Negro, siendo concurrida por destacados músicos de la época, como el violinista Piotr Stoliarski, cuyos discípulos, David Óistraj y Nathan Milstein, eran de la generación de músicos conocida como «los hijos de Odesa». Los pianistas Emil Guilels y Sviatoslav Richter también pertenecían a esta generación, lo mismo que Shura Cherkassky, quien incluso nació en la calle Pushkin, de las avenidas más destacadas en la historia cultural de la ciudad; todos ellos habiendo empezado su carrera en las agrupaciones musicales de Odesa.
En 1894, se inauguró la Orquesta de la Ciudad de Odesa, la primera de la ciudad en el marco del Imperio ruso. Después de la Revolución rusa y en concordancia con la Nueva Política Económica de Lenin, la orquesta estuvo subordinada a la recién fundada Sociedad Filarmónica de Odesa a partir de 1924. En esos años, ya se hacía uso esporádico del edificio de la Nueva Bolsa como sala de conciertos.
En 1937, se fundó la Sociedad Filarmónica Regional del óblast de Odesa, primero como una filial de la Filarmónica de Járkov y luego como una organización independiente, recibiendo su nombre actual. Ese mismo año, su sede se trasladó oficialmente (tanto la orquesta como la administración de la institución) al entonces conocido como Antiguo Edificio de la Nueva Bolsa.
Durante los años de la República Socialista Soviética de Ucrania, la Sociedad Filarmónica tuvo el derecho de monopolio para realizar giras y conciertos comerciales en la ciudad y la región, mientras que proporcionaba trabajo a numerosos artistas y grupos de interpretación. De hecho, eran los artistas venidos de todos los rincones de la Unión Soviética quienes mejoraban su calidad interpretativa en tiempos en los que la orquesta y su conducción no pasaban por su mejor momento. Después de la proclamación de la independencia de Ucrania en 1991 y la transición a una economía de mercado, la Orquesta Filarmónica Regional de Odesa perdió su posición de monopolio y su papel de entidad administradora de su jurisdicción, eliminando por tanto los matices políticos y enfocándose únicamente en los aspectos artísticos y culturales.
En 1993, el Gobierno ucraniano concedió a la Orquesta Filarmónica la condición de orquesta federal, que a partir de entonces ha experimentado un constante crecimiento, habiéndose hecho célebre a través de sus giras mundiales. Desde que Hobart Earle se hiciera con la dirección orquestal, la Filarmónica de Odesa ha actuado en las salas más prestigiosas del mundo, incluyendo el Musikverein de Viena, la Filarmónica de Colonia, el Barbican Hall de Londres, el Auditorio Nacional de Madrid, la Gran Sala del Conservatorio de Moscú, el Carnegie Hall en Nueva York, el Centro Kennedy en Washington D. C., el Orchestra Hall en Chicago y ante la Asamblea General de las Naciones Unidas, entre muchas otras.

En junio de 2002, el entonces presidente de Ucrania Leonid Kuchma concedió a la Orquesta Filarmónica de Odesa el estatus de orquesta nacional, siendo la primera organización artística ucraniana fuera de la capital Kiev en recibir este título, y la única del Estado soberano de Ucrania en pasar del estatus regional al nacional (pasando por el federal).

Imágenes históricas
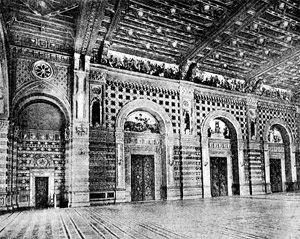
Primera foto jamás tomada de la Filarmónica de Odesa (1899)
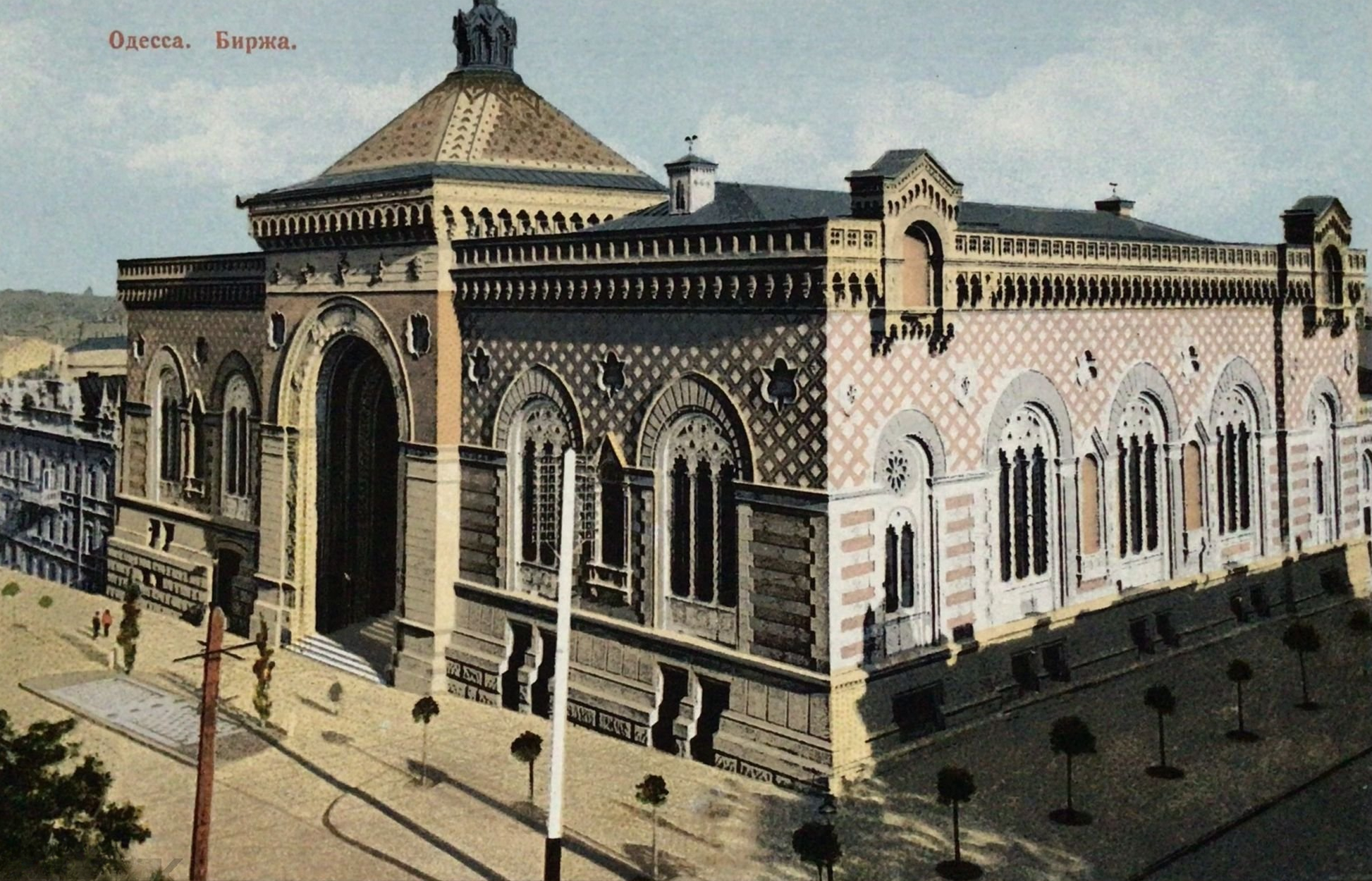
La Nueva Bolsa de Comerciantes (1900)
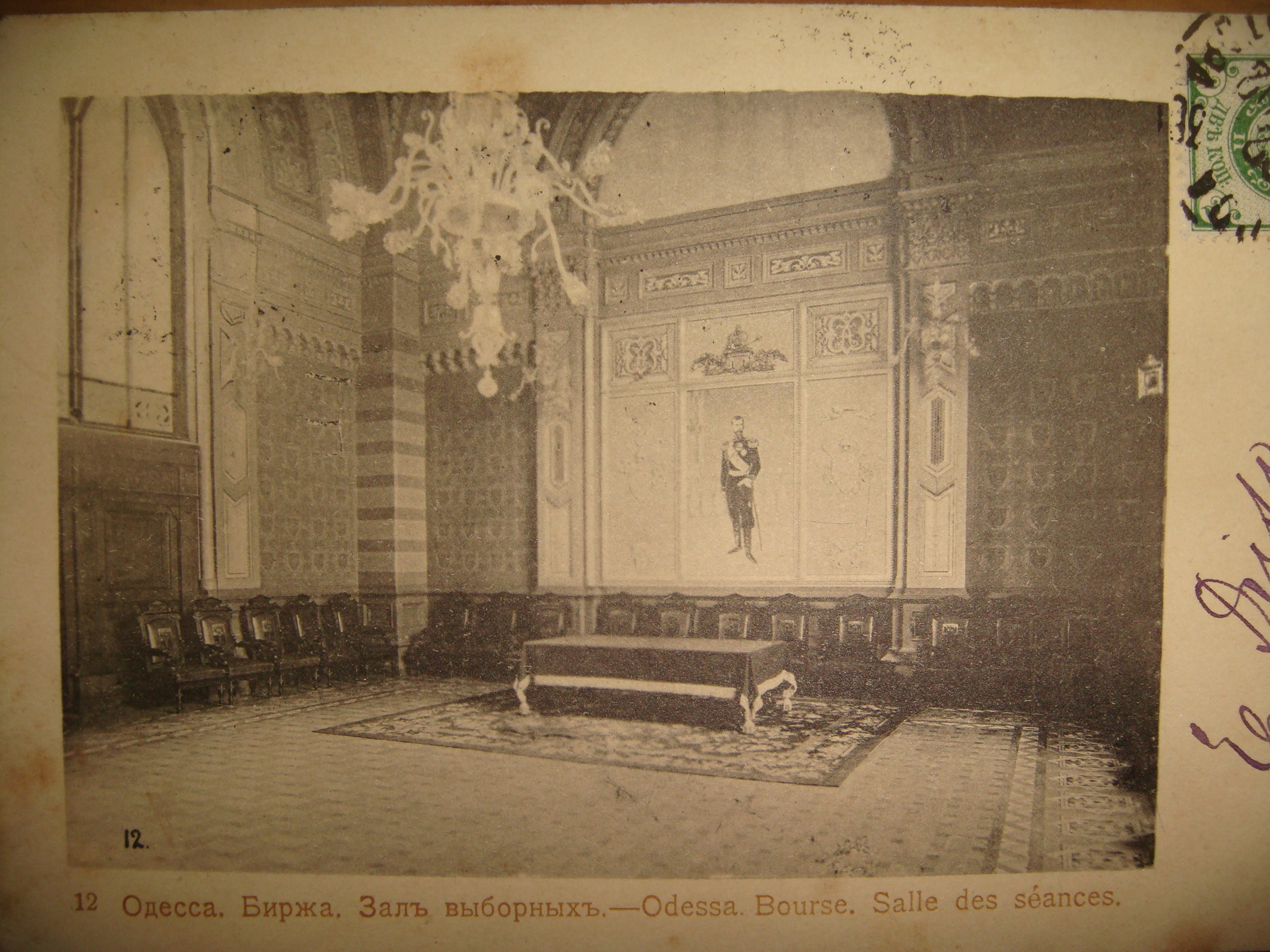
Decoración interior de uno de los salones de la Nueva Bolsa de Valores, postal del siglo XX.
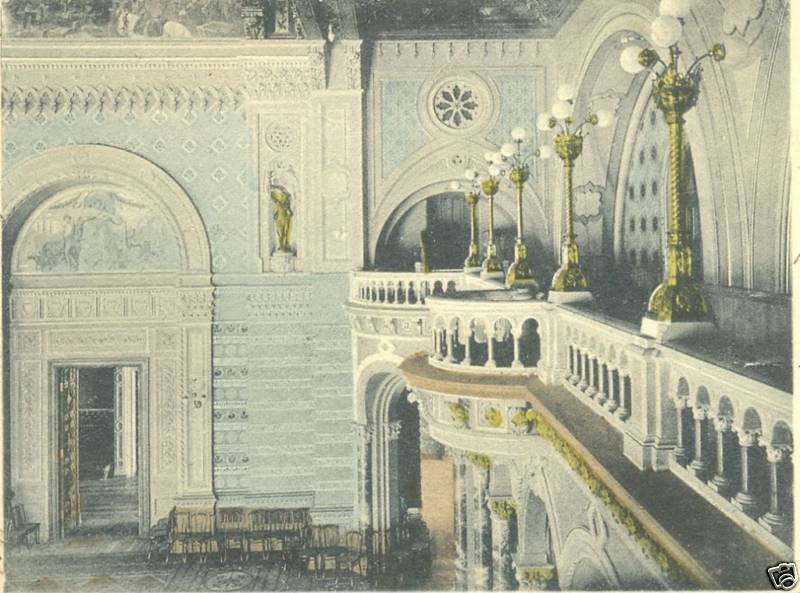
Decoración interior de la sala principal de la Nueva Bolsa de Valores, postal del siglo XX.

## Actualidad
En 2 de marzo de 2022, en el marco de la invasión de Rusia a Ucrania, y cara al acercamiento de las fuerzas rusas a Odesa por el mar Negro, se ha mencionado el nombre de la Filarmónica de Odesa como un destino bajo grave amenaza de ataque. Muchos músicos integrantes de esta institución y otras, como el Teatro de Ópera y Ballet de Odesa, han aprovechado su situación de refugiados para realizar conciertos en los países de acogida como muestra de agradecimiento.
En enero de 2025, la Filarmónica fue alcanzada por bombardeos rusos.